# Аадорф
Аадорф (нім. Aadorf) — громада  в Швейцарії в кантоні Тургау, округ Мюнхвілен.

## Географія
Громада розташована на відстані близько 130 км на північний схід від Берна, 7 км на південь від Фрауенфельда.
Аадорф має площу 19,9 км², з яких на 18,1% дозволяється будівництво (житлове та будівництво доріг), 53,4% використовуються в сільськогосподарських цілях, 28% зайнято лісами, 0,5% не є продуктивними (річки, льодовики або гори).

## Демографія
2019 року в громаді мешкало 9047 осіб (+11,9% порівняно з 2010 роком), іноземців було 15,8%. Густота населення становила 454 осіб/км².
За віковим діапазоном населення розподілялося таким чином: 20,4% — особи молодші 20 років, 60,4% — особи у віці 20—64 років, 19,2% — особи у віці 65 років та старші. Було 3908 помешкань (у середньому 2,3 особи в помешканні).
Із загальної кількості 3539 працюючих 118 було зайнятих в первинному секторі, 1462 — в обробній промисловості, 1959 — в галузі послуг.